# 1. asociační liga 1929/1930
1. asociační liga 1929/30 byla 6. oficiálním ročníkem československé fotbalové ligy. Soutěž vyhrál tým SK Slavia Praha, zajistil si tak 4. mistrovský titul, když obhájil ten z minulé sezóny. Titul jako jediný tým v historii dokázala vyhrát bez ztráty bodu. Do tohoto ročníku postoupily ČAFC Vinohrady (které však na konci ročníku sestoupily) a Teplitzer FK. Z ligy sestoupily ČAFC Vinohrady a SK Čechie Karlín. Nejlepším střelcem se stal František Kloz, který za SK Kladno vstřelil 15 branek.

## Konečná tabulka 1. asociační ligy 1929/30
| Poř.          | Tým                | Z  | V  | R | P  | VG | OG | TP  | B  |
| ------------- | ------------------ | -- | -- | - | -- | -- | -- | --- | -- |
| Zlatá medaile | SK Slavia Praha    | 14 | 14 | 0 | 0  | 64 | 13 | +51 | 28 |
| 2.            | AC Sparta Praha    | 14 | 9  | 0 | 5  | 46 | 25 | +21 | 18 |
| 3.            | SK Viktoria Žižkov | 14 | 8  | 0 | 6  | 37 | 36 | +1  | 16 |
| 4.            | AFK Bohemians      | 14 | 7  | 1 | 6  | 45 | 33 | +12 | 15 |
| 5.            | Teplitzer FK       | 14 | 7  | 0 | 7  | 36 | 37 | -1  | 14 |
| 6.            | SK Kladno          | 14 | 5  | 1 | 8  | 32 | 40 | -8  | 11 |
| 7.            | ČAFC Vinohrady     | 14 | 3  | 0 | 11 | 18 | 65 | -47 | 6  |
| 8.            | SK Čechie Karlín   | 14 | 2  | 0 | 12 | 21 | 50 | -29 | 4  |

## Rekapitulace soutěže
| Československá fotbalová liga 1929/30  |                            |
|                                        |                            |
| Ocenění                                |                            |
| Vítěz                                  | SK Slavia Praha (4. titul) |
| Kvalifikace do evropských pohárů       |                            |
| Mitropa Cup                            | SK Slavia Praha            |
| Mitropa Cup                            | AC Sparta Praha            |
| Vítěz domácího poháru                  |                            |
| Středočeský pohár                      | SK Viktoria Žižkov         |
| Pohyb v soutěži                        |                            |
| Sestupující do II. ligy                | ČAFC Vinohrady             |
|                                        | SK Čechie Karlín           |
| Postupující do I. ligy                 | SK Náchod                  |
|                                        | SK Meteor Praha VIII       |
| Nejlepší střelec                       |                            |
| František Kloz – (SK Kladno) – 15 gólů |                            |

## Nejlepší střelci
| Poř. | Hráč              | Klub                          | Branky |
| ---- | ----------------- | ----------------------------- | ------ |
| 1.   | František Kloz    | SK Kladno                     | 15     |
| 2.   | Antonín Puč       | SK Slavia Praha               | 14     |
| 3.   | František Junek   | SK Slavia Praha               | 13     |
| 4.   | František Svoboda | SK Slavia Praha               | 13     |
| 5.   | Karel Hromádka    | SK Viktoria Žižkov            | 12     |
| 6.   | Jan Smolka        | AC Sparta Praha AFK Bohemians | 12     |
| 7.   | Josef Šíma        | Teplitzer FK                  | 11     |
| 8.   | Bohumil Joska     | SK Slavia Praha               | 11     |
| 9.   | Otto Haftl        | Teplitzer FK AC Sparta Praha  | 11     |
| 10.  | Josef Košťálek    | AC Sparta Praha               | 11     |

## Soupisky mužstev

### SK Slavia Praha
František Plánička (13/0/5),
Josef Sloup-Štaplík (1/0/0) –
Václav Bára (1/1),
František Černický (3/0),
Karel Čipera (9/1),
Adolf Fiala (1/0),
Bohumil Joska (11/11),
František Junek (14/14),
Josef Kratochvíl (8/2),
Antonín Novák (12/0),
Josef Pleticha (8/0),
Antonín Puč (14/14),
Josef Suchý (1/0),
František Svoboda (13/13),
Adolf Šimperský (8/0),
Jindřich Šoltys (7/7),
Ladislav Šubrt (5/0),
Antonín Vodička (14/0),
Ladislav Ženíšek (11/1) –
trenéři John William Madden

### AC Sparta Praha
Vladimír Bělík (10/0/2),
Karel Hátle (3/0/0),
František Hochmann I (1/0/0) –
Václav Brabec-Baron (6/3),
Karl Bressany (2/0),
Jaroslav Burgr (11/0),
Antonín Carvan (10/1),
Jiří Fišer (1/0),
Otto Haftl (5/4),
Ferdinand Hajný (6/0),
Karel Hejma (5/1),
Antonín Hojer I (12/4),
Jaroslav Jiran (2/1),
Jan Knobloch-Madelon (13/0),
František Kolenatý (5/0),
Josef Košťálek (9/11),
Jaroslav Ladman (1/2),
Antonín Moudrý (11/2),
Adolf Patek (2/0),
Antonín Perner (4/2),
Karel Pešek-Káďa (11/0),
Oldřich Rulc (4/2),
Josef Silný (14/8),
Jan Smolka (3/4),
Martin Uher (2/1),
Václav Uhlíř (1/0) –
trenér Johny Dick

### SK Viktoria Žižkov
Václav Benda I (14/0/1) –
Jan Baier (2/0),
František Fait (4/3),
Karel Hromádka (12/12),
Jaroslav Kašpar (3/0),
Antonín Klicpera (13/0),
Antonín Křišťál (7/4),
Václav Křížek (11/0),
Jan Štěpán (Matěj) (13/0),
František Mareš I (7/0),
Karel Meduna (12/8),
Otto Novák (13/6),
Karel Podrazil (10/2),
Josef Slepička (2/0),
Miroslav Soukup (2/0),
Jaroslav Srba (4/1),
František Stehlík (4/0),
Karel Steiner (14/0),
Vojtěch Sýbal-Mikše (3/0),
Jaroslav Vlček II (4/1) –
trenér ...

### AFK Bohemians
Antonín Kulda (12/0/2),
Antonín Šimek (2/0/0) –
Jan Barták (1/0),
Karel Bejbl (14/8),
František Hochmann II (14/0),
Antonín Kašpar (2/0),
Jan Knížek (14/4),
František Krejčí (12/0),
Jaroslav Kučera I (11/0),
Emil Seifert (6/0),
Václav Schlittenbauer (1/0),
Jaromír Skála (7/9),
Jan Smolka (6/8),
Antonín Šedivý (13/9),
Antonín Šindelář (12/0),
Antonín Štípek (1/1),
František Tyrpekl (14/0),
Jan Wimmer (12/5) –
trenér Robert Cimera

### Teplitzer FK
Josef Höffer (10/0/3),
Václav Moravec (4/0/0) –
Jozsef Banasz (5/0),
Štefan Čambal (12/1),
Theodor Faix (1/0),
Gustav Haberstroth (14/6),
Otto Haftl (8/6),
Franz Kfratochwil (4/1),
Rudolf Krčil (14/0),
Arnošt Kreuz (2/1),
Leopold Menšík (3/0),
Josef Miclík (4/0),
Willy Mizera (9/0),
Otto Morawetz (13/2),
Josef Peinl (11/1),
Karel Rejzek (3/0),
Heinrich Schöpke (14/0),
Josef Šíma (13/12),
József Véreb (1/0),
Gustav Wieser (9/6) –
trenér ...

### SK Kladno
Oldřich Šesták (2/0/0),
Karel Tichý (12/0/0) –
Václav Brož (6/0),
Josef Čapek (12/5),
Antonín Černý (7/0),
Josef Čtyřoký (10/0),
František Hendrych (12/5),
Jiří Herink (7/0),
Jaroslav Horák (7/0),
Josef Junek I (14/4),
František Kloz (13/15),
Jaroslav Koubek (2/0),
Jaroslav Kozel (13/1),
Karel Kraus (14/2),
Emanuel Petřík (5/0),
Ferdinand Üblacker (13/0),
Josef Veselý (2/0),
Václav Vraga (1/0),
Václav Wolf (2/0) –
trenéři Jindřich Plecitý a Jaroslav Široký

### ČAFC Vinohrady
Antonín Kaliba (3/0/0),
Josef Kužel (1/0/0),
Jan Pašuth (10/0/0) –
Jiří Fišer (12/5),
Alois Hliňák (8/3),
Emanuel Hliňák (14/1),
František Hojer (13/2),
Miloslav Hubka (11/0),
Josef Jelínek I (5/1),
Emil Kašpar (6/1),
Jaroslav Kašpar (4/0),
Josef Kefurt (1/0),
Vojtěch Mašek (2/0),
Bohuslav Morávek (2/0),
Antonín Müller (4/0),
Stanislav Papírník (5/0),
Václav Pohanka (10/0),
Antonín Ptáček (1/0),
František Stehlík (6/0),
Matěj Sýbal-Mikše (8/2),
Josef Tichý (3/0),
Jaroslav Váňa (3/0),
Václav Vaník-Váňa (14/2),
Jaroslav Vršecký (8/0) –
trenér ...

### SK Čechie Karlín
Stanislav Andrejkow (7/0/0),
Adolf Křik (4/0/0),
Antonín Pelcner (3/0/0) –
Vlastimil Borecký (5/0),
Václav Čepelák I (12/0),
Antonín Krátký (3/0),
Antonín Mašat (3/1),
Otto Mráz (12/2),
Bohuslav Nussbauer (14/0),
František Pelcner (14/9),
Antonín Ptáček (2/0),
Karel Severin (1/0),
Jaroslav Síkora (14/0),
Václav Šmejkal (12/0),
Jan Štverák (13/0),
Jiří Šulc (3/0),
František Vodička (14/0),
Jan Vopařil (9/4),
Otto Zinner (9/5) –
trenér ...